# Обрушение колодца в Индауре
30 марта 2023 года покрытие ступенчатого колодца в храме в Индауре обрушилось во время празднования Рамнавами, в результате чего по меньшей мере 36 человек погибли и 16 получили ранения.

## Предыстория
По случаю Рамнавами большое количество индуистов посетили храм Белешвара Махадева, который стоит на вершине неиспользуемого колодца глубиной 40-футов (12 м), покрытого решеткой и черепицей. По словам Шивраджа Сингха Чоухана, главного министра штата Мадхья-Прадеш, под весом толпы покрытие обрушилось.

## Спасательная операция
После обрушения колодца около 140 солдат индийской армии помогали вытаскивать раненых и погибших из колодца с помощью веревок. Спасенных доставили в больницу в Индоре. Нароттам Мишра, министр правительства, заявил в своем обращении, что вода была откачана из колодца, чтобы облегчить спасательные работы.

## Реакция
Нарендра Моди, премьер-министр Индии, выразил соболезнования.
Шиврадж Сингх Чоухан, главный министр штата Мадхья-Прадеш, сказал: «Это досадный инцидент. Проводится спасательная операция. 10 человек были благополучно спасены, а девять всё ещё находятся в ловушке и будут спасены. Принимаются меры по спасению других людей».
В канцелярии премьер-министра заявили, что 200 000 индийских рупий будут выплачены в качестве компенсации, в то время как Мишра сказал, что будет проведено расследование и будет выплачена компенсация семьям.